# Nantua
Nantua is een Franse gemeente, behorend tot het departement Ain en tot de regio Auvergne-Rhône-Alpes. De plaats ligt tussen Lyon en Genève in het Jura-gebergte. De gemeente telde 3.431 inwoners op 1 januari 2022. Het is de onderprefectuur van het arrondissement Nantua.

## Geschiedenis
Volgens de overlevering werd de Abdij van Nantua in de 7e eeuw gesticht door de heilige Amandus. Volgens de stichtingslegende kreeg Amandus van de koning toestemming een klooster te bouwen aan het plaatselijke meer. De heer van de streek, Mommulus, zag dit niet zitten en stuurde vier mannen uit om Amandus te doden. Toen ze dit wilden doen, kwam er plots een bliksemschicht uit de hemel. Ontdaan vroegen de vier mannen vergiffenis en werden nadien de eerste monniken. Karel de Kale werd hier na zijn dood in 877 in een met leer gevoerd vat begraven. Later werd hij herbegraven in Saint-Denis.
De abdijkerk werd gebouwd in romaanse en gotische stijl en heeft een orgel uit 1845 (dat erkend is als historisch monument). Nantua was een ommuurde stad. Het enige zichtbare overblijfsel van de stadsmuur is de Tour de la Lâte.
Nantua ligt in de historische provincie Bugey, en was tot 1601 een deel van Savoye. Door het verdrag van Lyon gingen de streek en de stad over naar Frankrijk. Hierbij werd het kruis van Savoye in het wapenschild van de stad vervangen door de Franse lelie.
Tijdens de Tweede Wereldoorlog waren er groepen van het verzet actief in en rond de stad. Bij een razzia op 14 december 1943 werden 150 mannen opgepakt en gedeporteerd. De meesten van hen kwamen tijdens de oorlog om. Ook later volgden nog razzia's van de Duitsers. Na de oorlog werd aan de stad de médaille de la Résistance française toegekend.

## Geografie
De oppervlakte van Nantua bedroeg op 1 januari 2022 12,79 vierkante kilometer; de bevolkingsdichtheid was toen 268,3 inwoners per km².
Het meer van Nantua ligt op een hoogte van 472 meter. Het heeft een oppervlakte van 140 hectare en is 40 meter diep. In augustus 1973 stortte een rotspartij van 12.000 ton boven het meer in. Het meer en de stad liggen in een vallei die gevormd werd tijdens het tertiair, tijdens een plooiing van de Jura. Tijdens de ijstijd werd de vallei verder uitgesleten. 
De onderstaande kaart toont de ligging van Nantua met de belangrijkste infrastructuur en aangrenzende gemeenten.

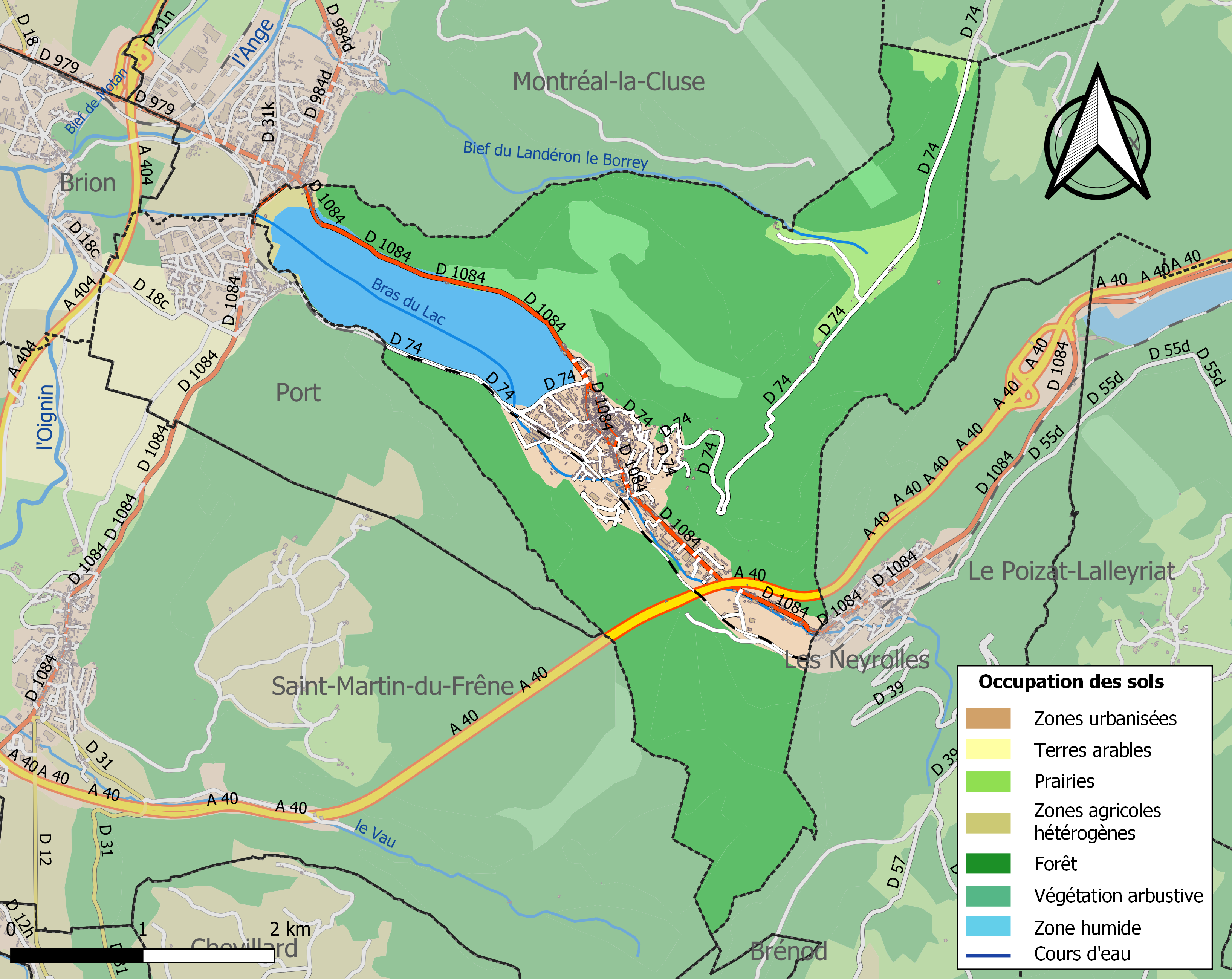

## Demografie
Onderstaande figuur toont het verloop van het inwoneraantal van Nantua vanaf 1962. De cijfers zijn afkomstig van het Frans bureau voor statistiek en bevatten geen dubbel getelde personen (volgens de gehanteerde definitie population sans doubles comptes).
Vanwege een beveiligingsprobleem met de MediaWiki Graph-software is het momenteel niet mogelijk deze grafiek weer te geven. Zodra de software is bijgewerkt zal de grafiek vanzelf weer zichtbaar worden.

## Sport
Nantua was twee keer etappeplaats in de wielerwedstrijd Tour de France. In 2017 startte er de door Rigoberto Urán gewonnen etappe naar Chambéry in Nantua. In 2025 won de Australier Kaden Groves de voorlaatste rit van Nantua naar Pontarlier.

## Geboren
- Alphonse Baudin (1811-1851), politicus
- Pierre Baudin (1863-1917), politicus.
- Jean-Louis Aubert (1955), zanger, gitarist, producent, rockartiest (eerst Téléphone, daarna solo)
- David Hellebuyck (1979), voetballer